# Embalse de Sequeiros
El embalse de Sequeiros (en gallego: encoro de Sequeiros) es una infraestructura hidrológica construida en el río Sil, en el municipio de Quiroga, provincia de Lugo, Galicia, España.

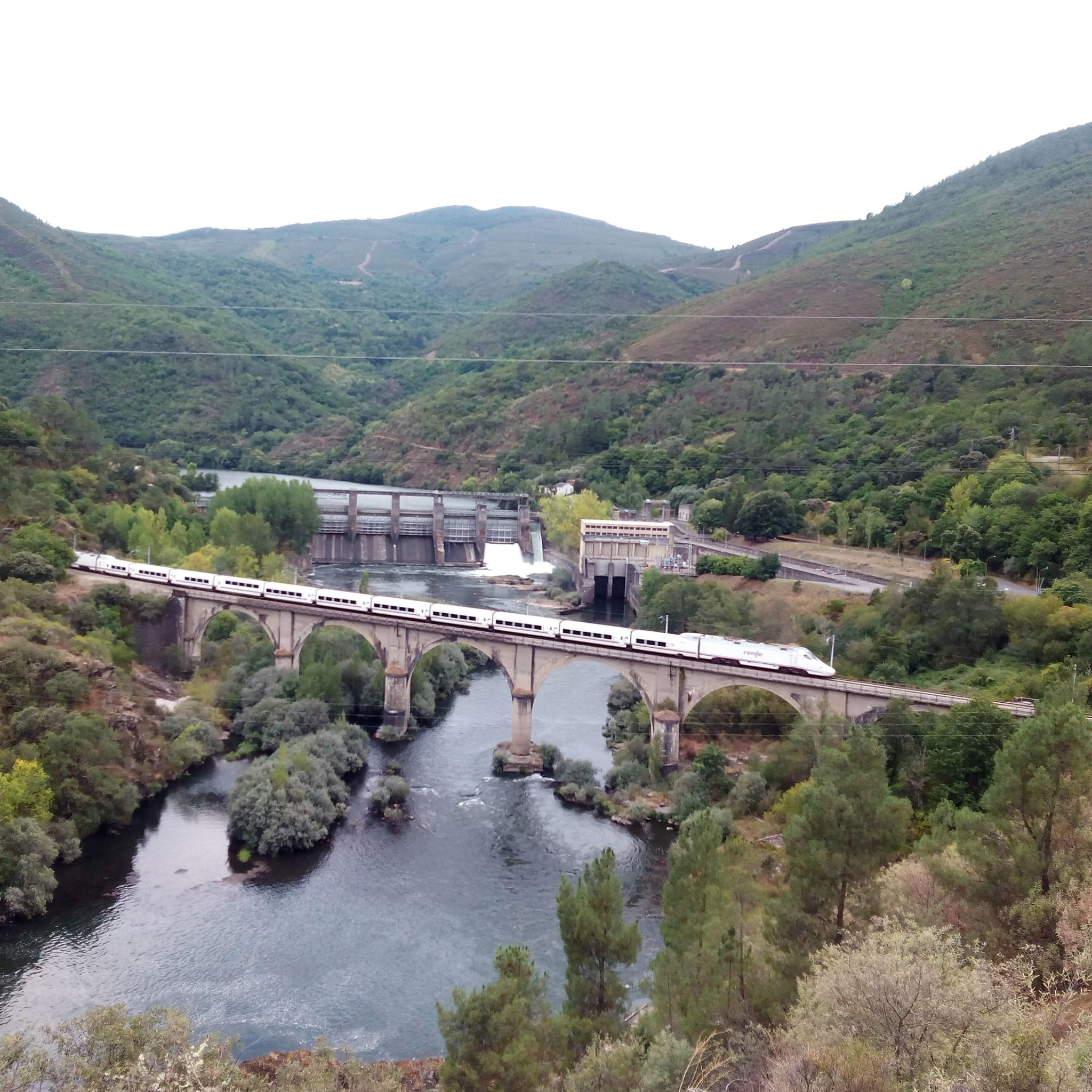
La presa